# Salvatoria swedmarki
Salvatoria swedmarki är en ringmaskart som först beskrevs av Gidholm 1962.  I den svenska databasen Dyntaxa används istället namnet Grubeosyllis swedmarki. Enligt Catalogue of Life ingår Salvatoria swedmarki i släktet Salvatoria och familjen Syllidae, men enligt Dyntaxa är tillhörigheten istället släktet Grubeosyllis och familjen Syllidae. Arten har ej påträffats i Sverige. Inga underarter finns listade i Catalogue of Life.